# Twistenbostel
Twistenbostel (plattdeutsch Twistenbossel) ist ein Wohnplatz in der niedersächsischen Gemeinde Heeslingen im Landkreis Rotenburg (Wümme) und gehört der Ortschaft Sassenholz an. 

## Geographie und Verkehrsanbindung
Twistenbostel liegt auf der Stader Geest am rechten Ufer der Twiste, westlich von Sassenholz. Eine Kopfbuche in Twistenbostel ist als Naturdenkmal eingetragen.
Über Nebenstraßen ist der Ort mit Anderlingen, Haaßel, Seedorf und der Kreisstraße 134 verbunden, die unter anderem Anschluss an die Bundesstraße 71 in Brauel und an Sassenholz bietet.

## Geschichte
Nahe Twistenbostel befinden sich einige Hünengräber.
Vor 1859 gehörte Twistenbostel zur Gemeinde Haaßel innerhalb der Börde Selsingen im Amt Zeven und anschließend zum Amt Bremervörde. Nach 1885 lag Twistenbostel im Kreis Zeven. 1907 wechselte Twistenbostel zur Gemeinde Sassenholz. 1932 ging der Kreis Zeven im Kreis Bremervörde auf. Dieser wurde wiederum 1977 Teil vom neuen Landkreis Rotenburg (Wümme). Sassenholz wurde zum 1. März 1974 nach Heeslingen eingemeindet.

### Einwohnerentwicklung
| Datum            | Einwohner        |
| ---------------- | ---------------- |
| 1793             | 1 Feuerstelle    |
| 1824             | 1 Feuerstelle    |
| 1848             | 9 Leute, 1 Haus  |
| 1. Dezember 1871 | 12 Leute, 1 Haus |

### Religion
Twistenbostel ist evangelisch-lutherisch geprägt und gehört zum Kirchspiel der St.-Lamberti-Kirche in Selsingen.

## Kultur und Sehenswürdigkeiten

### Bauwerke
In der Liste der Baudenkmale in Heeslingen ist für Twistenbostel ein Baudenkmal eingetragen:
- Wohn- und Wirtschaftsgebäude Twistenbostel 2A

### Ausflugsziele und Naherholungsgebiet
Radtouren sind möglich an der Twiste und zu den Hünengräbern bei Twistenbostel.
In Twistenbostel bestehen zwei Wochenendgebiete.